# Šlisselburg
Šlisselburg [šlisselbúrg] (rusko Шлиссельбу́рг /Schlisselburg/; od 1944 do 1992 Petrokrepost /Петрокрепость/; prej Orešek /Орешек/; švedsko Nöteborg; finsko Pähkinälinna) je mesto in rečno pristanišče v Rusiji ob iztoku reke Neve iz Ladoškega jezera.
Šlisselburg leži 41 km vzhodno od Sankt Peterburga. V novejši zgodovini je mesto, ki je imelo leta 2010 12.923 prebivalcev, poznano po tekstilni, lesni ter kemični industriji in ladjedelnici.
Na kraju, kjer stoji današnje mesto, so leta 1323 zgradili trdnjavo Orešek (Орешек (крепость), ki je služila za obrambo trgovskih kopenskih in vodnih poti ob reki Nevi. Leta 1702 je car Peter Veliki dal dograditi novo trdnjavo Šlisselburg (iz nemščine Schlüsselburg - ključ-trdnjava). Od konca 18. stoletja do 1917 je bila trdnjava zloglasni zapor za politične kaznjence. Tu je bil med drugimi 5. julija 1764 umorjen car Ivan VI. Antonovič (verjetno na ukaz Katarine Velike). Med drugo svetovno vojno je bil del trdnjave Šlisserburg (Orešek) porušen.
- Trdnjava Šlisselburg (Orešek)
- Pogled na notranji del trdnjave Orešek